# قوز ابوروف
قرية قوز أبوروف تقع في ولاية سنار، جمهورية السودان، تأسست قرية قوز أبوروف في سنة 1914م أسسها محمد إدريس أبوروف وهي قرية تقع شرق ولاية سنار، لذلك تتبع سياسياً وإدارياً لولاية سنار، وبالقرب من ملتقى نهر الدندر والنيل الأزرق شرقاً على بعد 1.5 كيلو متر أو أكثر وتقع من ناحية الجنوب لها قرية دوبا بحوالي 1 كيلو متر تقريباً وودالنمر وودالركين وكثير من القرى بجوارها من ناحية الجنوب. قرية قوز أبوروف تقدر مساحتها الإجمالية بحوالي عشرة كيلو متر مربع تقريباً.

## السكان
ينتمي جميع سكان قرية قوز أبوروف لقبيلة الكواهلة كما سلفت سابقاً أن تلك المنطقة هي معقل قبيلة الكواهلة، وقرية قوز أبوروف ذات طابع ثقافي جميل، ويقدر سكانها بحوالي 6000 نسمة. ويشتهر سكان قرية أبوروف بالتجارة والزراعة على ضفاف نهر الدندر والتي تروي آلياً وبها أراضي زراعية شاسعة بامتداد القرية وتعرف بالحواشات والبلدات والتي تعتمد علي الري المطري في زراعة الذرة والدخن. كما يعمل أهل القرية بتربية المواشي ويهتمون بتربيتها مثل الضأن والماعز والبقر والإبل، وكما توجد بها العديد من المحلات التجارية من حيث النشاط التجاري، أي يعمل غالبية سكانها بالزراعة والتجارة.

## الصحة والتعليم والرياضة
قوز أبوروف بها عدد من المرافق الحيوية الهامة حيث توجد بها أربعة مدارس أساسية اثنين للبنين ومدارس أساسية اثنين للبنات؛ ومدرسة قوز أبوروف الثانوية بنين ومدرسة قوز أبوروف الثانوية بنات، أي بها ستة مدارس، وكان أول مدير لمدرسة قوز أبوروف الإبتدائية هو الأستاذ فضل الله عبد الغني.
ويوجد بقرية قوز أبوروف مركز شباب قوز أبوروف الثقافي - الرياضي - الاجتماعي وكما يوجد بها ميدان رياضي لاستضافة وقيام المباريات المحلية والنشاط الطلابي الرياضي، ويوجد بها مسرح لقيام المهرجانات والأنشطة الثقافية والاجتماعية والرياضية وكما يوجد بها أربعة مساجد يقام بها صلاة الجمعة والجماعة بما فيها المسجد العتيق الذي تأسس عام 1968.
ومن ناحية الصحة نجد بها مركز صحي قوز أبوروف، ومع توسع نشاط القرية وكبر حجم سكانها تم بناء مستوصف طبي حديث من الناحية الغربية للقرية وتم بنائه بطريقة حديثة وبمعدات طبية حديثة حيث توجد به صيدلية تقدم خدمات التأمين الصحي للمواطن وغرفة للعناية المكثفة. وكما تم تأسيس قسم شرطة للجهة الغربية للقرية بجوار المركز الصحي الحديث. وبقرية قوز أبوروف تتوفر جميع الخدمات بمختلف مسمياتها من (تعليم - صحة - كهرباء -مياهـ) وذلك بفضل من الله تعالى أولاً ومن ثم جهد كبير من سكان القرية.

## الإدارة
تتبع قرية قوز أبوروف إداراياً وسياسياً لحكومة جمهورية السودان ولاية سنار محلية شرق سنار.

## وصلات داخلية
ولاية سنار

## وصلات خارجية
محلية شرق سنار
شبكة الكواهلة